# Critical Ecosystem Partnership Fund
Critical Ecosystem Partnership Fund (CEPF) eller Fonden for partnerskab om kritiske økosystemer er et globalt program, som skaffer midler og teknisk bistand til ikke-statslige organisationer (NGOer) og andre partnere fra den private sektor med det formål at beskytte afgørende vigtige økosystemer. Organisationen koncentrerer sig om biodiversitetsmæssige hotspots, som er de biologisk mest rige, men også de mest truede på kloden. I juni 2007 havde CEPF givet støtte til flere end 1.000 private grupper, der arbejder lokalt for at bevare hotspots i Afrika, Asien og Latinamerika. CEPF er et fællesinitiativ, opbygget af Global Environment Facility, John D. and Catherine T. MacArthur Foundation, Agence Française de Développement, Conservation International, den japanske regering og Verdensbanken.

## Arbejdsform
Fonden arbejder på disse områder:
- Indentificering af biodiversitets-hotspots i udviklingslande og lande med voksende økonomier.
- Styring af regionale investeringsstrategier i samarbejde med de interesserede parter.
- Direkte kontakt til private grupper for at opbygge vigtige pressionsgrupper for bevaring sammen med partnere i regeringerne.
- Oprettelse af brugbare fællesskaber mellem forskellige grupper ved at kombinere deres evner og undgå overlappende indsats.
- Frembringelse af resultater gennem et stadigt udvidet netværk af partnere, der arbejder sammen om fælles mål.

Fondens arbejdsgruppe har identificeret 34 økosystemer, der er afgørende vigtige. Siden sin start i 2000 har fonden støttet private projekter med beløb på mellem 3.000 og 400.000 USD. Donationerne bliver ansøgt af lokalt aktive grupper, og de har en maksimal løbetid på fem år.